# Pau Piferrer i Fàbregas
Pau Piferrer i Fàbregas (Barcelona, 1818 – 25 de juliol de 1848) fou un escriptor i periodista català.

## Biografia
Fill de Jaume Piferrer natural de Vilassar i de Francisca Fàbregas i Abril de Barcelona. Tot i ser de família humil, es va poder graduar en filosofia i lletres a la Universitat de Barcelona. Treballà primer com a bibliotecari i més tard com a catedràtic d'institut. Com a prototipus del romanticisme de l'època, era malaltís, va morir jove —als 30 anys— i la seva curta vida va estar marcada per les dificultats econòmiques, sentimentals i polítiques.
Col·laborà al diari El Vapor, on va publicar bona part de la seva obra dedicada al folklore espanyol i particularment català. L'interès pel folklore el va dur a un viatge a Mallorca el 1841. Fou un dels primers recopiladors de poesia popular a Catalunya i tot i escriure sempre en castellà, fou un dels precursors ideològics de la renaixença de la literatura catalana. Col·laborà a El Guardia Nacional i al Diari de Barcelona amb Joan Mañé i Flaquer. Abans de morir fundà la revista La Discusión. També traduí al castellà obres d'Alexandre Dumas i de Walter Scott. El seu principal referent literari era el francès Victor Hugo.
Piferrer fou professor de retòrica del Col·legi Barcelonès i guanyà la càtedra en aquesta especialitat a l'Institut Provincial. Fou nomenat acadèmic de la Reial Acadèmia de Bones Lletres el 1844.

## Obres
Fou col·laborador a l'obra col·lectiva Recuerdos y bellezas de España (1839), on va compondre els dos volums sobre Catalunya (el segon el va acabar Francesc Pi i Margall) i un sobre Mallorca. Fou el descobridor de la primera cançó del Comte Arnau.
En prosa va escriure Clásicos españoles (1846), antologia destinada a l'ús dels estudiants que porta una "Noticia de todas las épocas de nuestra prosa", on es realitza un estudi estilístic de la prosa espanyola fins a Larra. Va conrear també la narració breu de tipus històric ("El castillo de Monsolíu" i "Cap d'estopa") o de tipus social i imaginari ("Cuento fantástico", 1837). Es conserva també un valuós Epistolario. Entre els seus poemes destaquen "El ermitaño de Montserrat", "Canción de la primavera", "Retorno de la feria", "Alina y el Genio" i "La cascada y la campana", poema simbòlic en què la primera incita a la desesperació i la segona a l'esperança.
El 1859 es publicà pòstumament Estudios de Crítica. Colección de artículos escogidos de Pablo Piferrer (Barcelona, Impremta del Diario de Barcelona), amb pròleg de Manuel Milà i Fontanals.

## Premis i reconeixements
Un retrat seu forma part de la Galeria de Catalans Il·lustres de l'Ajuntament de Barcelona.